# 8 Lęborski Batalion Rozpoznawczy
8 Lęborski Batalion Rozpoznawczy – pododdział rozpoznawczy Sił Zbrojnych Rzeczypospolitej Polskiej.
Wchodził w skład  8 Dywizji Obrony Wybrzeża. Stacjonował w Lęborku.

## Skład organizacyjny

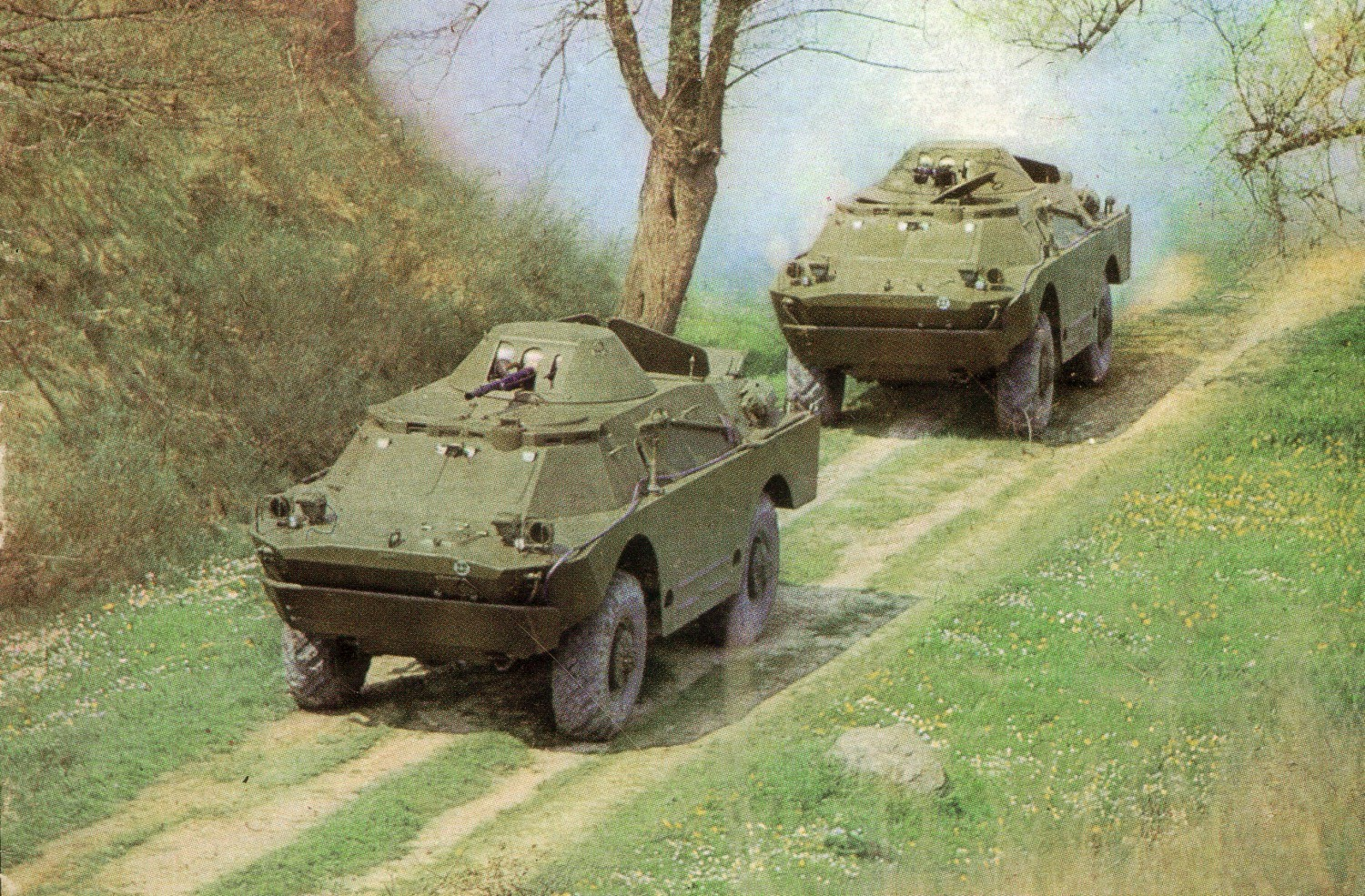
BRDM-2 – wóz rozpoznawczy br

dowództwo i sztab
- 1 kompania rozpoznawcza
- 2 kompania rozpoznawcza
- 3 kompania rozpoznawcza
- pluton łączności
- pluton zaopatrzenia
- pluton remontowy
- pluton medyczny
- pluton rozpoznania skażeń

## Tradycje batalionu
Batalion przejął dziedzictwo i kontynuację tradycji:
- 8 Pułku Strzelców Konnych (1921-1939)
- 8 samodzielnej kompanii zwiadu 8 DP (1944-1949)
- 5 Batalionu Rozpoznawczego 8 DOW (1970- 1994)

Doroczne święto batalion obchodził  12 czerwca.

## Odznaka
Odznaka w kształcie krzyża maltańskiego wzorowana na odznace 8 psk z 1926 posiada ramiona pokryte szmaragdową emalią z białym otokiem i złotymi krawędziami. W centrum nałożona jest okrągła tarcza otoczona złotym wieńcem laurowym. Na chabrowym tle tarczy znajduje się numer i inicjały jednostki w kolorze złota b8r.